# Mamghar
Mamghar (ou El Mamghar) est un village de la région d'Inchiri en Mauritanie.
Il est situé sur la côte atlantique à proximité du cap Timiris, au sud du Parc national du Banc d'Arguin.